# فرودگاه شمبلی
فرودگاه شمبلی (به انگلیسی: Chambly Airport) یک فرودگاه خصوصی است که یک باند فرود چمن دارد. این فرودگاه در کشور کانادا قرار دارد و در ارتفاع ۲۹ متری از سطح دریا واقع شده‌است.